# هاينز هوزر
هاينز هوزر (بالألمانية: Heinz Hauser)‏ هو متزحلق نوردي مزدوج ألماني، ولد في 23 ديسمبر 1920 في Waltersdorf (Großschönau) ‏ في ألمانيا.

## وصلات خارجية
- هاينز هوزر على موقع الاتحاد الدولي للتزلج (القفز التزلجي) (الإنجليزية)
- هاينز هوزر على موقع أوليمبيديا (الإنجليزية)